# Ormyrus longicornis
Ormyrus longicornis is een vliesvleugelig insect uit de familie Ormyridae. De wetenschappelijke naam is voor het eerst geldig gepubliceerd in 1969 door Boucek.